# Retro
Retro foi um canal de televisão por assinatura da América Latina fundado em 1.º de março de 2003 e extinto em 1.º de abril de 2009, pertencente a Turner Broadcasting System.

## História
O Retro foi um canal especializado em séries, filmes e desenhos animados clássicos. Algumas das séries exibidas pelo canal foi Superman, Os Gatões, Agente U.N.C.L.E., Bonanza, Thunderbirds, Fuga nas Estrelas, Daktari, Viagem Fantástica, entre outros.

### Fim do canal
O canal era pertencente ao grupo Claxson Interactive Group. Que era também proprietária dos canais I.Sat, Space e MuchMusic. Em outubro de 2007, o grupo Turner comprou vários canais do grupo Claxson como o I.Sat, o HTV, o Fashion TV (atual Glitz*) e o Retro.
Em 25 de março de 2009, a Turner Broadcasting System anunciou a substituição de Retro por uma versão latina do canal truTV, canal esse que já existia nos EUA e que também é de propriedade da Turner Broadcasting System. A maior parte da programação do Retro foi exibida no TCM até 2010, quando mudou a programação do canal e passou a exibir filme dos anos 90.
A última transmissão do canal foi em 1.º de abril de 2009 às 6h00 da manhã.